# Actinodendridae
Los actinodendrónidos (Actinodendronidae) son una familia de anémonas de mar de la clase Anthozoa. Se distribuyen en el Indo-Pacífico, desde la costa este africana hasta las islas Salomón y Japón.

## Características
Se caracterizan por tener el disco oral recubierto por 48 estructuras tentaculares ramificadas retráctiles, dispuestas cíclicamente, aparte de los tentáculos para alimentarse, dándoles un aspecto arbóreo.
Tienen el disco basal bien desarrollado, la columna lisa, dos sifonoglifos, 48 pares de mesenterios perfectos, y tentáculos tanto dendríticos como cónicos.

## Géneros
El Registro Mundial de Especies Marinas acepta los siguientes géneros:
- Actinodendron. Blainville, 1830
- Actinostephanus. Kwietniewski, 1897
- Megalactis. Hemprich & Ehrenberg, 1834

## Galería

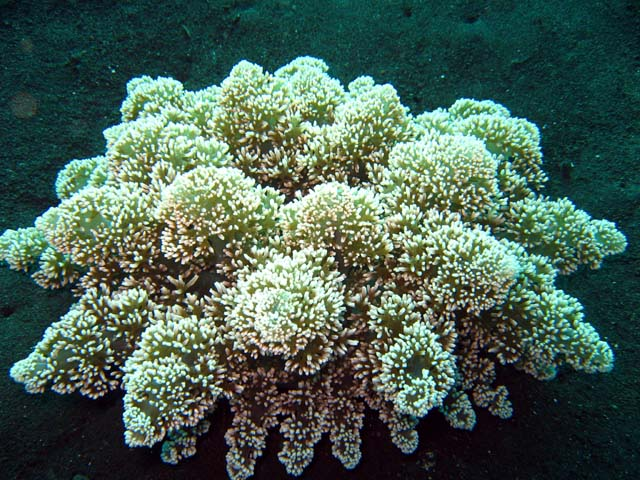
Actinodendron arboreum
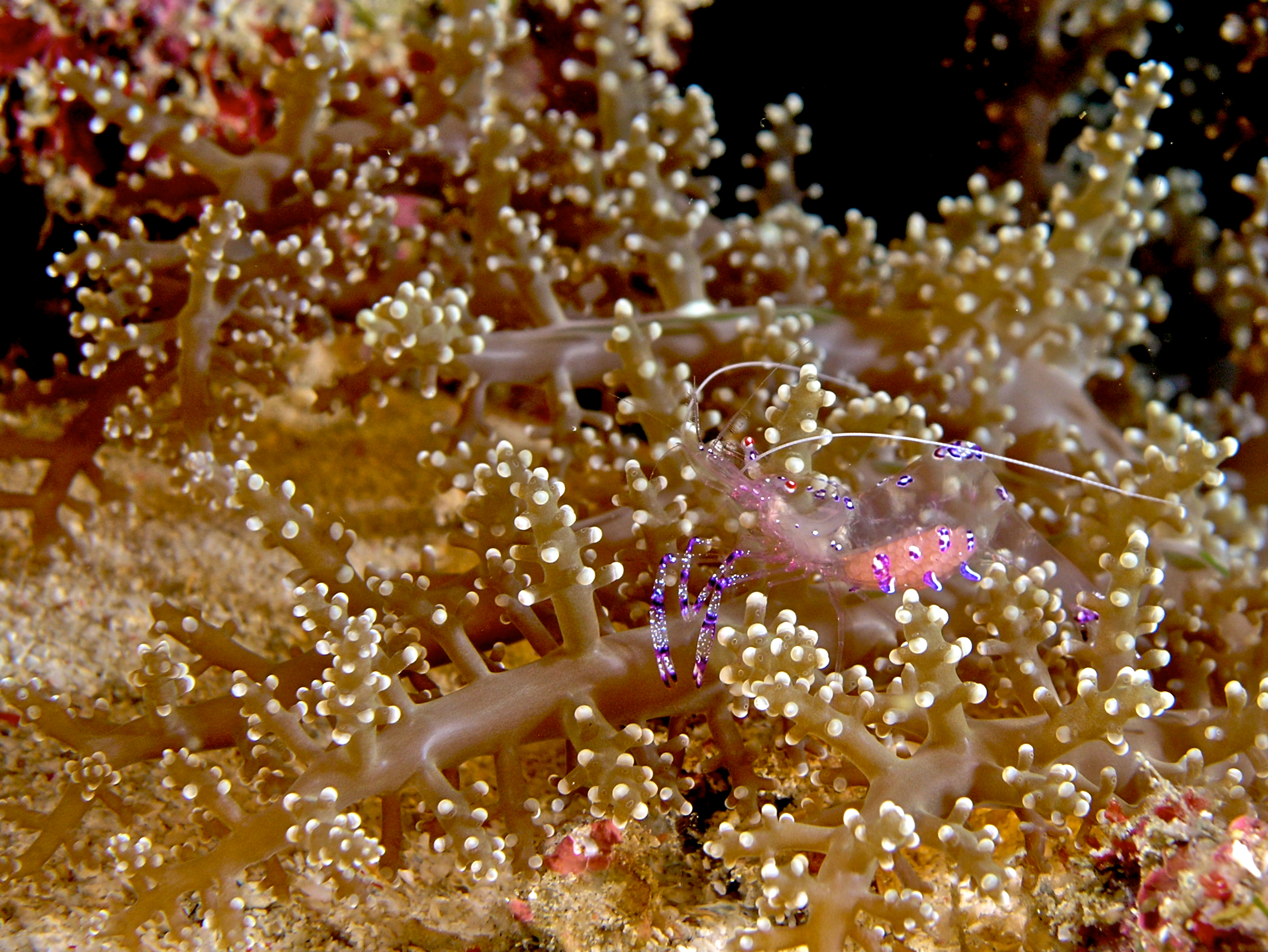
Periclimenes magnificus en Actinodendrum arboreum
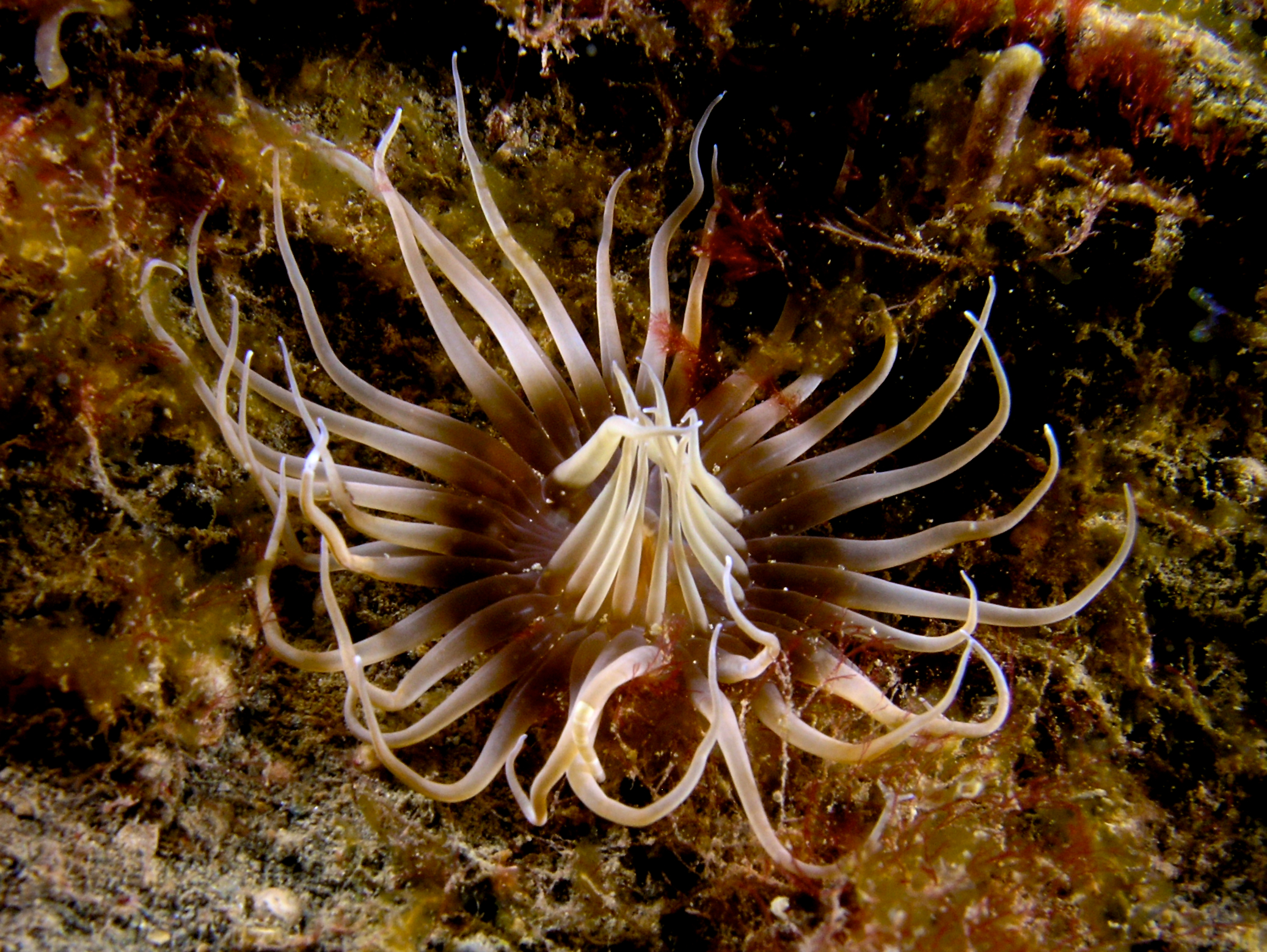
Actinostephanus haeckeli
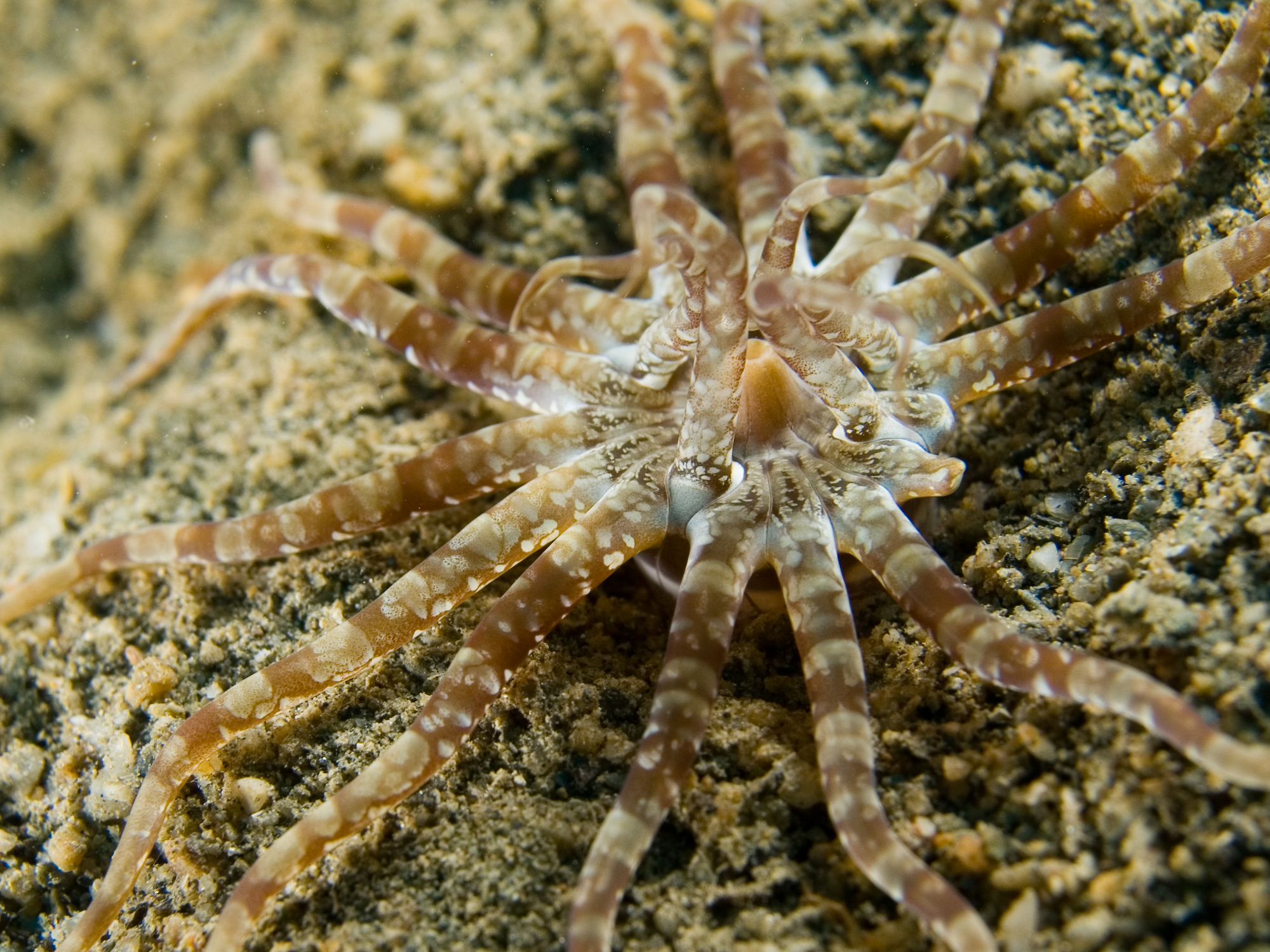
Actinostephanus sp.